# Điện ảnh Belarus
Điện ảnh Belarus' (tiếng Belarus: Беларускі кінэматограф) là tên gọi ngành công nghiệp điện ảnh của nước Cộng hòa Belarus từ 1924 đến nay.

## Lịch sử hình thành và phát triển
- 1924 - 1959
- 1960 - 1985
- 1986 đến nay

### Hãng phim nổi tiếng
- Belarusfilm

### Nhà làm phim tên tuổi
- Aleksey Dudarev
- Ales Adamovich
- Boris Stepanov
- Gleb Shprigov
- Konstantin Vorobyov
- Igor Dobrolyubov
- Leonid Nechayev
- Oskar Kurganov
- Vyacheslav Nikiforov
- Yevgeny Markovsky

### Diễn viên nổi tiếng
- Aleksandr Dedyushko
- Igor Dobrolyubov

## Vinh danh
- Liên hoan phim Quốc tế Minsk